# Алексий Комнин Ангел
Алексий Комнин Ангел (на гръцки: Αλέξιος Κομνηνός Άγγελος) е византийски аристократ от XII век, внук на император Алексий I Комнин и чичо на императорите Алексий III Ангел и Исак II Ангел – синове на брат му Андроник Дука Ангел.
Алексий е вторият син на византийския военачалник Константин Ангел и на византийската принцеса Теодора Комнина, която е дъщеря на император Алексий I Комнин и съпругата му Ирина Дукина.
Алексий Комнин Ангел е племенник на император Йоан II Комнин и първи братовчед на император Мануил I Комнин. Алексий Комнин Ангел е по-голям брат на Андроник Дука Ангел, който е баща на императорите Алексий III Ангел и Исак II Ангел
През 1164 г. Алексий е споменат като ктитор на църквата „Свети Панталеймон“ в Нерези край Скопие., чийто ктиторски надпис гласи:
| „     | Разкраси се този храм на светия и славен великомъченик Панталеймон със средствата на господин Алексий Комнин и син на багренородната госпожа Теодора, в месец септември, индикт 13, година 6673, при игуменството на Йоаникий монах. | “ |
| [ 4 ] | |   |

От ктиторския надпис може да се съди, че Алексий е предпочитал да използва като свое фамилното име на майка си, изтъквайки прекия си произход от основателя на династията на Комнините и родството си с тогавашния император Мануил I, което гарантирало престиж и високо място в социалната йерархия. Изборът на Алексий не е изнанадващ, като се има и предвид, че не толкова забележителен бил произходът му по бащина линия, тъй като баща му Константин Ангел произхождал от неизвестно семейство от Филаделфия в Мала Азия и получил признание и титла едва след сватбата си с дъщерята на Алексий I Комнин.
Предполага се, че Алексий Комнин Ангел е лицето, дарило и един панагиарион, който се е съхранявал в атонския манастир „Свети Панталеймон“.
За последно името на Алексий Комнин Ангел се споменава в регистрите от заседанията на синода от 6 март 1166 г., на който той е присъствал заедно с братята си Йоан, Андроник и Исак.
Паметта на Алексий Комнин Ангел е почетена в т.нар. „Поменик на роднините на императрица Ирина Дукина“, поместен в литургичния типик на константинополския манастир „Христос Филантроп“, където се споменава, че той е починал на 9 септември. Годината на неговата смърт обаче остава неизвестна.
Алексий Комнин Ангел е бил женен за неизвестна по име жена, от която има един син – Михаил Ангел, изпратен от Исак II Ангел като заложник при император Фридрих през февруари 1190 г.